# Cratere Kimitonga
Kimitonga  è un cratere sulla superficie di Venere.